# Dust in the Wind
«Dust in The Wind» (Polvo en el viento) es la séptima canción del álbum discográfico Point of Know Return lanzado en 1977, interpretada y grabada por la banda estadounidense de rock progresivo Kansas. 
Llegó al 6.º lugar de las listas de popularidad del Billboard Hot 100 en la semana del 22 de abril de 1978 siendo este el único sencillo de Kansas que logró alcanzar los 10 mejores sencillos del Billboard Hot 100. Fue escrita por Kerry Livgren y fue una de las primeras piezas acústicas de la banda; su melodía suave y su letra melancólica difiere ostensiblemente de otros éxitos de la banda, como «Carry On Wayward Son» y «The Wall». El interludio de la canción contiene una melodía distintiva y memorable solo de violín interpretado por Robby Steinhardt. 	
Scorpions también publicó una versión en vivo de la canción en su álbum Acoustica.

## Versiones
- Sarah Brightman realizó una versión en su álbum de 1999, Eden.
- Estas son algunas bandas que han realizado versiones de «Dust In The Wind»:  Mastedon, The Moody Blues, Metalium, Eric Benét, Keren Ann, Chantal Richard, Daughter Darling, J.B.O., Interface, The Eagles, Scorpions, Cat Stevens, y Gabriel & Dresden. Molly Bancroft y Judith Mateo.
- Otras versiones son las de los grupos Mägo de Oz, llamada «Pensando en ti», y Los Mox!, llamada «Polvo en el viento». Menaix a Truà hizo también una versión en catalán, titulada «Pols en el vent», la versión de Mägo de Oz también fue grabada por el grupo La Real Sonora.
- La cantante brasileña Paula Fernandes grabó una versión para la banda sonora de la telenovela Páginas de la vida de la emisora Rede Globo. En diciembre de 2006 incluyó esta versión en su disco Dust in the Wind.
- La banda de metal sinfónico Haggard introdujo esta melodía en su canción «The Observer» del álbum Eppur si muove

## Músicos
- Steve Walsh: voz principal y coros
- Robby Steinhardt: violín, viola y coros
- Kerry Livgren: guitarra acústica
- Rich Williams: guitarra acústica
- Phil Ehart: bongos